# لاتيكوير 631
لاتيكوير 631 (بالإنجليزية: Latécoère 631)‏ هي طائرة مائية ذات ست محركات أنتجت في فرنسا. من صناعة لاتيكوير. كانت تستخدم بشكل أساسي من قبل الخطوط الجوية الفرنسية. كان أول طيران لها في 4 نوفمبر 1942. انتهت خدمتها في 1955. صنع منها 10 طائرة.
وهي طائرة ركاب مائية مدنية، كانت أكبر طائرة على الإطلاق في ذلك الوقت. تم الاستيلاء على النموذج من قبل الألمان خلال فترة الاحتلال، وقصفت من قبل الحلفاء. تم سحبها من الخدمة في عام 1955 بعد خسارة 7 طائرات.